# Catedral de Besançon
La Catedral de Besançon (en francès: cathédrale Saint-Jean de Besançon) és una església, una basílica i una catedral d'origen carolíngia, feta construir per l'emperador Carlemany al segle ix i reconstruïda i eixamplada als segles xii i xviii, sota l'advocació de l'Apòstol, Sant Joan Evangelista. És la seu de l'Arquebisbat de Besançon. L'edifici es bastí a l'estil romànic i gòtic amb elements de decoració interior del barroc.

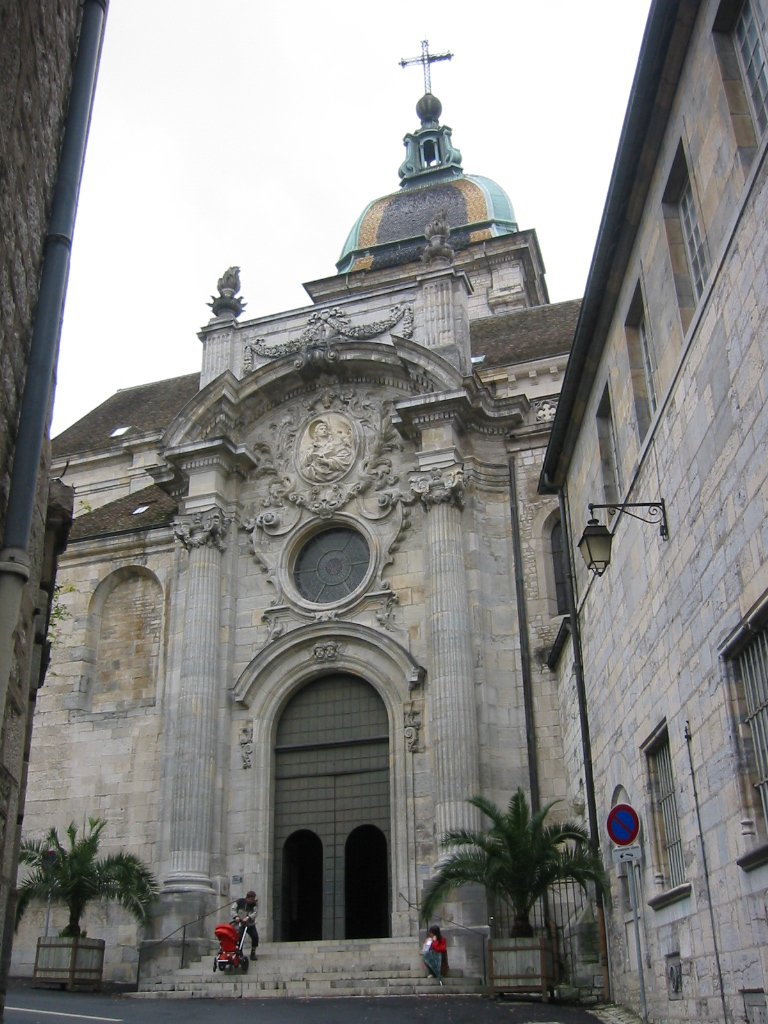
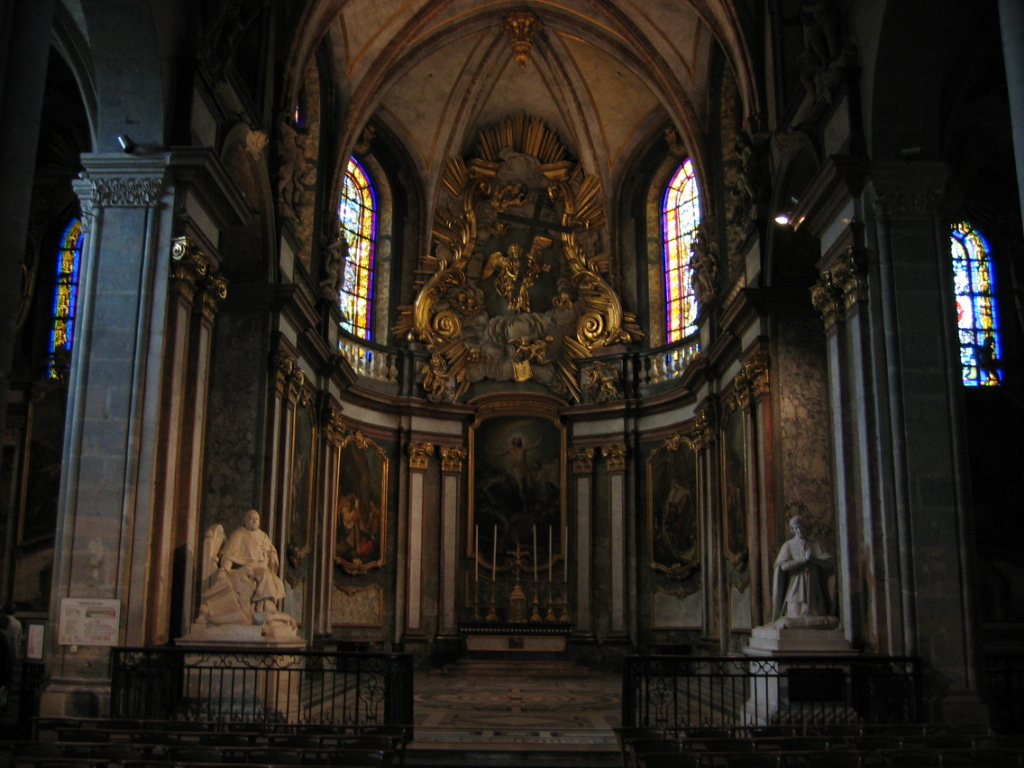
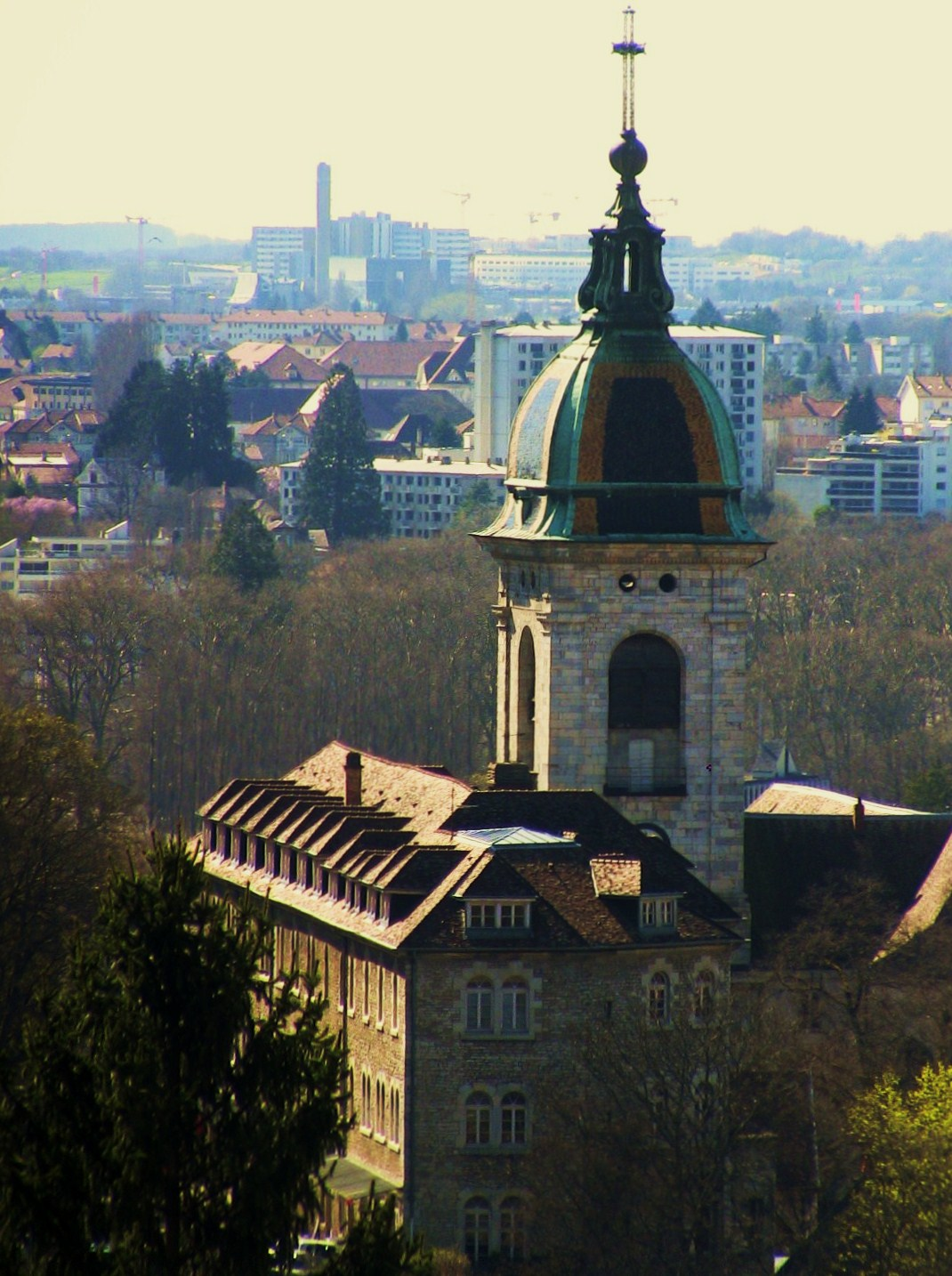